# ماما أنيسة
ماما أنيسة واسمها أنيسة محمد جعفر (1935-)؛ إعلامية كويتية. اشتهرت من خلال اسم «ماما أنيسة» في برامج الأطفال، وهي مُتخصصة في الإعلام الخاص بالأطفال، لُقّبت بعدة ألقاب منها: حبيبة العرب ، أم الكويتيين ، وأم الأجيال.

## حياتها
ولدت في الكويت لأربع أشقاء خالد وعبد الكريم وعبد العزيز ووليد وأحمد وهي الوسطى بين شقيقاتها نسيمة الكبرى وبثينة الصغرى، خالها الشاعر محمود شوقي الأيوبي. تلقت تعليمها على يد متدينة اسمها «سبيكة العنجري» وتعلمت القرآن والرياضيات وبعدها دخلت المدرسة القبلية للبنات، عملت في مهنة التدريس، بين عامي «1955-1956م»، لمادتي اللغة العربية والتربية الإسلامية، لثلاث مراحل دراسية هي رياض الأطفال وأولى وثانية متوسط وفي إدارة النشاط المدرسي.

### المناصب التي تقلدتها
تولت عدة مناصب خلال مسيرتها منها «رئيسة - قسم برامج التلفزيون بادارة النشاط المدرسي- وزارة التربية، ورئيسة قسم/ المكتبة والإعلام في إدارة تعليم الكبار ومحو الامية بوزارة التربية وتقاعدت عن العمل 1987.

## مشوارها المهني
سافرت عام 1957 إلى لندن مع زوجها وفي عام 1960 ايضاً سافرت مصاحبة لزوجها والتحقت بمدرسة لتتعلم اللغة الإنجليزية.
بدايتها كانت مع بداية تلفزيون الكويت عام 1961، بعد عودتها من لندن عام 1961 وهو تاريخ الاستقلال وقدمت أول حلقة عن الاستقلال، تعتبر من أولى المذيعات ومقدمات البرامج في تلفزيون دولة الكويت في عام 1964 وكانت ثالث مذيعة في التلفزيون تخصصت في برامج الأطفال بدأت حياتها العلمية برفقة عدد من زميلات المهنة، ومن بينهن نورة راشد السيف، وسارة وطيبة التوحيد، و طيبة عيسى الرجيب.
حصلت على عدد من الدورات التدريبية، منها دورة التلفزيون العربي في مصر في عام 1962، ودورة في إذاعة بي بي سي في عام 1964، ودورة في تعليم الكبار في مصر عام 1970
عملت في إذاعة دولة الكويت على مدى ست سنوات في برنامج حمل عنوان «مع الشباب»
قدمت العديد من البرامج في التلفزيون منها جنة الأطفال، مع الأطفال، نادي الأطفال، صبيان وبنات، الأطفال والصيف، ماما أنيسة والأطفال، عيال الديرة، وفي الإذاعة، ماما أنيسة والصغار، ماما أنيسة والشباب، للحديث معا، مع الشباب.
وفي 9 سبتمبر 2012 قامت وزارة التربية وتحت رعاية وزيرها أنذاك الدكتور نايف الحجرف بتسمية إحدى المدارس الجديدة بإسمها مدرسة «أنيسة محمد جعفر» المتوسطة للبنات في منطقة أبو حليفة التابعة لمحافظة الأحمدي لما لها من مكانة كبيرة في قلوب الكويتيين كافة من مختلف الأجيال وعملها بتفان لهذه البلد وأبناءها. وهي من المدارس الحديثة الذكية لما تتضمنه من تقنيات وتكنولوجيا حديثة ومساحات واسعه للفصول وكما جهزت بمسرح وصالات رياضية مجهزه بأحدث الأجهزة.

### موقفها من الغزو العراقي للكويت
بقيت صامدة خلال فترة الغزو العراقي للكويت وكانت تقوم بتلاوة القرآن وخلال فترة الغزو التقت في جمعية المنصورية بعسكري عراقي سألها عن برنامجها ومتى سيبث؟ ردت وقالت «إن شاء الله ترد الكويت بيطلع البرنامج» بعد تحرير الكويت مباشرة التقت مع وزير الخارجية الكويتي آنذاك الشيخ صباح الأحمد وأصدرت كتابًا بعنوان «الأسر والضبع»

### كتاب ماما أنيسة الإنسانة
في عام 2010، أصدرت الباحثة أبرار أحمد محمد ملك كتابًا عنوانه «ماما أنيسة... الإنسانة بين صغار اليوم وصغار الأمس وكبار اليوم» ويسلط الضوء على مواضيع تتعلق بماما أنيسة، وصور أرشيفية ووثائقية هامة.

### الفيلم الوثائقي امرأة من الزمن الجميل
عام 2014 صدر الفيلم الوثائقي «امرأة من الزمن الجميل» من تأليف وإخراج نوال العبيدان. الذي نظمته مدرسة ماما انيسة التي سميت على اسمها بمنطقة أبو حليفة 

## البرامج التي قدمتها

### في التلفزيون
| البرنامج            | القناة         |
| ------------------- | -------------- |
| جنة الأطفال         | تلفزيون الكويت |
| مع الأطفال          | تلفزيون الكويت |
| نادي الأطفال        | تلفزيون الكويت |
| مجلة الأطفال        | تلفزيون الكويت |
| صبيان وبنات         | تلفزيون الكويت |
| الأطفال والصيف      | تلفزيون الكويت |
| ماما أنيسة والأطفال | تلفزيون الكويت |
| عيال الديرة         | تلفزيون الكويت |

### في الإذاعة
| البرنامج           | عرض على           |
| ------------------ | ----------------- |
| ماما أنيسة والصغار | إذاعة دولة الكويت |
| ماما أنيسة والشباب | إذاعة دولة الكويت |
| للحديث معا         | إذاعة دولة الكويت |
| مع الشباب          | إذاعة دولة الكويت |

## تكريمات
| البلد  | الجائزة                                                               | العام |
| ------ | --------------------------------------------------------------------- | ----- |
| الكويت | درع تكريمي من محافظ الأحمدي الشيخ فواز الخالد عن مجمل مسيرتها وعطائها | 2014  |
| الكويت | درع تكريمي في مؤتمر المرأة العربية عن مجمل مسيرتها وعطائها            | 2015  |
| الأردن | جائزة الهيثم للإعلام العربي كأبرز شخصية إعلامية نسائية عربية          | 2016  |